# Muscari parviflorum
Muscari parviflorum är en sparrisväxtart som beskrevs av René Louiche Desfontaines. Muscari parviflorum ingår i släktet pärlhyacinter, och familjen sparrisväxter. Inga underarter finns listade i Catalogue of Life.